# John Kokinai
John Kokinai (ur. 17 maja 1951 w Bauluaku, zm. 26 września 1992 w Port Moresby) – papuaski lekkoatleta, specjalizujący się w biegach długodystansowych.

## Kariera
W 1971 zdobył dwa medale igrzysk Południowego Pacyfiku: srebrny na 3000 m z przeszkodami z czasem 9:31,2 s i brązowy na 5000 m z czasem 15:34,8 s. W 1975 na tych samych zawodach wywalczył cztery medale: złoty na 5000 m z czasem 15:01,02 s, 10 000 m z czasem 32:01,25 s i 3000 m z przeszkodami z czasem 9:29,4 s oraz srebrny w maratonie z czasem 2:37:24. W 1976 wystartował na igrzyskach olimpijskich, na których wystartował w biegu na 5000 m i maratonie. W pierwszej konkurencji odpadł w eliminacjach, zajmując ostatnie, 11. miejsce w swoim biegu z czasem 14:58,33 s, natomiast w drugiej uplasował się na 59. pozycji z czasem 2:41:49.

## Rekordy życiowe
- bieg na 3000 metrów z przeszkodami – 9:25,8 s (Port Moresby, 27 sierpnia 1971) – rekord Papui-Nowej Gwinei[4]
- bieg na 5000 metrów – 14:43,4 s (Rabaul, 10 września 1972) – rekord Papui-Nowej Gwinei[4]
- maraton – 2:37:24 (Guam, sierpień 1975, Igrzyska Południowego Pacyfiku 1975)